# Adergas
Adergas je gručasto naselje v Občini Cerklje na Gorenjskem.
Ime vasi Adergas zveni nemško, a nemščina te besede ne pozna. »An der Gasse« pomeni na ulici, »An der Grass« pa na travi (na trati). Blizu je namreč vas Trata, s podružnično cerkvijo svete Marjete, ki je že leta 1163 pridobila pravice župnijske cerkve. Vas Adergas naj bi ustanovile bogate nemške nune, ki so prišle sem leta 1238 in pokupile zemljišča, na katerih so si hlapci zgradili hiše. Obstaja več razlag izvora imena Adergas.
Leži na severnem robu Kranjskega polja v podgorskem kotliču pod Štefanjo goro. Dostopna je po cesti, ki se v Trati pri Velesovem oziroma v Češnjevku odcepi od ceste Visoko–Cerklje na Gorenjskem. Južno od naselja je grič Obla gorica, severno pa dolina Graben. Kraj sestavlja ena sama ulica imenovana isto kot kraj, torej Adergas.
Leta 1964 so na njegovem vzhodnem pobočju zgradili smučarsko skakalnico.
Nad vasjo je nekdaj stal grad Kamen (Frauenstein). Zgradili so ga kamniški gospodje, ministeriali andeških grofov. Razdejali so ga Turki leta 1472, danes so še vidne razvaline.
V naselju stoji samostan Velesovo z župnijsko cerkvijo Marijinega oznanjenja. Prvotni ženski dominikanski samostan so leta 1238 ustanovili oglejski patriarhi. Ob turškem napadu leta 1471 je bil močno poškodovan. Sedanjo podobo je dobil v letih od 1732 do 1771, ko so ga obnovili po projektih Zullianija.
Adergas se je nekdaj po samostanu imenoval Marijina Dolina. Po ukinitvi je bila v objektu vojaška bolnica, za njo pa sedež gosposke.
V Adergasu je leta 1814 umrl in je tu pokopan glasbenik in nabožni pisatelj Maksimiljan Redeskini.

## Okolica
Nad vasjo, pravzaprav tik nad samostanom je nekoč stal grad, imenovan Kamen. Danes je na griču vidnih samo še nekaj ostankov zidov.
Iz vasi gre proti severu več poti na lepo teraso s cerkvijo svetega Štefana, na vrhu Štefanje gore. Privlačna je zlasti široka pot mimo ostankov gradu. Ob poti je več nabožnih simbolov, med njimi tudi lepo znamenje na razpotju dveh steza v vršnem območju gore.

## Galerija slik
- Dolina Adergasa
- Večer pri samostanu
- Pogled na samostan z jugozahoda
- Znamenje na razpotju pod Štefanjo goro